# Xynobius demetrii
Xynobius demetrii är en stekelart som först beskrevs av Fischer 1971.  Xynobius demetrii ingår i släktet Xynobius och familjen bracksteklar. Inga underarter finns listade i Catalogue of Life.